# ダイニックアストロパーク天究館

ダイニックアストロパーク天究館（だいにっくあすとろぱーくてんきゅうかん）とは、滋賀県犬上郡多賀町にある天文台。繊維製品メーカー・ダイニックの社会還元事業として設置され、数少ない民間の公開天文台として知られる。

## 天文台の概要
1987年8月18日にダイニック滋賀工場敷地内に開館し、滋賀県内の社会還元事業の一環として一般にも公開されている。当時社長だった坂部三次郎は少年の頃からの星好きで、夢を実現させる形で工場の裏山に当館を開設。社員の中から初代館長に米田康男を任命。
1階は天体関係の展示室となっており、蘇州天文図の拓本やバリンジャー・クレーターの鉄隕石やメキシコのトルカ鉄隕石の標本や、天文台で撮影された天体の写真などが展示されている。
2階は屋上にドームを備えた観測室となっており、観測室も一般公開されている。

### 60cm望遠鏡
6.5mドームには、メインスコープとして西村製作所製のニュートン式/カセグレン式兼用、口径60cm望遠鏡がある。主鏡は特殊光学研究所の苗村敬夫が製作した。架台はコンピュータ制御のドイツ式赤道儀。性能は分解能 0.19" ,集光力は7,350倍とされている。サブスコープは口径20cmのケプラー式望遠鏡が装備されている。

### 31cm望遠鏡
1934年に西村製作所が製作したもので、主鏡は木辺成麿が製作した。

### 25cm望遠鏡
1989年に設置されたシュミット式望遠鏡。

### 小型望遠鏡
数機の小型望遠鏡を所有し、これらの観測機器は一般にも開放され来館者にも操作が可能となっている。

## 特記事項
- 2003年3月29日　民間初のガンマー線バースト残光の撮影に成功[3]。
- 2005年11月30日　環境省より、団体部門で大気保全活動功労者表彰を受賞

## 所在地
〒522-0341　滋賀県犬上郡多賀町大字多賀283-1